# 충정로 (남원시)
충정로(Chungjeong-ro)는 전북특별자치도 남원시 왕정동에서 고죽동 누른대사거리를 잇는 길이 4.24km의 도로이다.

## 주요 경유지
전북특별자치도
- 남원시 (왕정동 . 동충동 . 향교동 . 도통동)

## 노선
전 구간 국도 제24호선에 속하므로 이에 대한 별도 표기는 생략한다.
| 이름                | 접속 노선                            | 소재지        | 소재지        | 비고          |
| 서문로와 직결       | 서문로와 직결                        | 서문로와 직결 | 서문로와 직결 | 서문로와 직결 |
| ------------------- | ------------------------------------ | ------------- | ------------- | ------------- |
| 서문사거리          | 국도 제24호선 (의충로) 용성로 서문로 | 남원시        | 왕정동        |               |
| (이름없음)          | 황단로                               | 남원시        | 동충동        |               |
| 향교오거리          | 동림로                               | 남원시        | 향교동        |               |
| 시청삼거리          | 시청로                               | 남원시        | 향교동        |               |
| 백공산사거리        | 춘향로                               | 남원시        | 향교동        |               |
| 남원교차로 (남원IC) | 12호선 광주대구고속도로              | 남원시        | 도통동        |               |
| (이름없음)          | 황죽로                               | 남원시        | 도통동        |               |
| 누른대사거리        | 국도 제24호선 (요천로)               | 남원시        | 도통동        |               |
| 요천로와 직결       |                                      |               |               |               |

## 주요 건물 및 시설
- 프로미카월드 남원점 (충정로 16/동충동 191-17)
- 전자랜드파워센터(충정로 37/동충동 191-170)
- 중앙지구대 (충정로 43/동충동 197-155)
- 남원시청소년수련관 (충정로 72/동충동 231-1)
- SK에너지비석거리주유소 (충정로 84/동충동 346-4)
- NH농협남원농협 본점 (충정로 100/향교동 223)
- 한국전력공사남원지사 (충정로 119/향교동 140)
- CU남원북부점 (충정로 120/향교동 1046-1)
- 남원북부시외버스터미널 정류장 (충정로 120/향교동 1046-1)
- 현대모비스대영상회 (충정로 124/향교동 1046-2)
- 남원향교우편취급국 (충정로 128/향교동 1047-1)
- 타이어월드 남원점 (충정로 133/향교동 150-3)
- 남원카서비스 (충정로 139/향교동 157-2)
- 현대자동차남원중앙대리점 (충정로 142/도통동 509-2)
- 모두투어남원시청점 (충정로 154/도통동 508-6)
- 현대모비스인혜상사 (충정로 156/도통동 508-5)
- 한국지엠남원바로서비스 (충정로 157/향교동 81-5)
- 첨단카서비스 (충정로 167/도통동 355-24)
- LG헬로비전남원데크센터 (충정로 182/도통동 503-1)
- 현대자동차블루핸즈 도통점 (충정로 183/도통동 345-4)
- 한국타이어T스테이션 도통점 (충정로 190/도통동 501-5)
- 기아자동차광한루 대리점 (충정로 210/도통동 497-3)
- 타이어뱅크남원점 (충정로 216/도통동 496-1)
- SK에너지우리주유소 (충정로 249/월락동 501-3)
- 국립농산품질관리원 전북지원 남원사무소 (충정로 252/월락동 497)
- E1남원LPG충전소 (충정로 261/월락동 495-5)
- 미니스톱남원IC점 (충정로 266/월락동 491-4)
- 타이어프로 남원IC점 (충정로 270/월락동 492)
- 현대모비스신동아부품 (충정로 272/월락동 492-5)
- GS25남원IC점 (충정로 304/월락동 386-6)
- 춘향골체육공원 남원공설운동장 (충정로 341/월락동 248)
- 로젠택배 남원지점 (충정로 358/고죽동 162-5)
- 공원마트 (충정로 358/고죽동 162-5)
- 남원의료원(충정로 365/월락동 252)